# Kerk van Meedhuizen

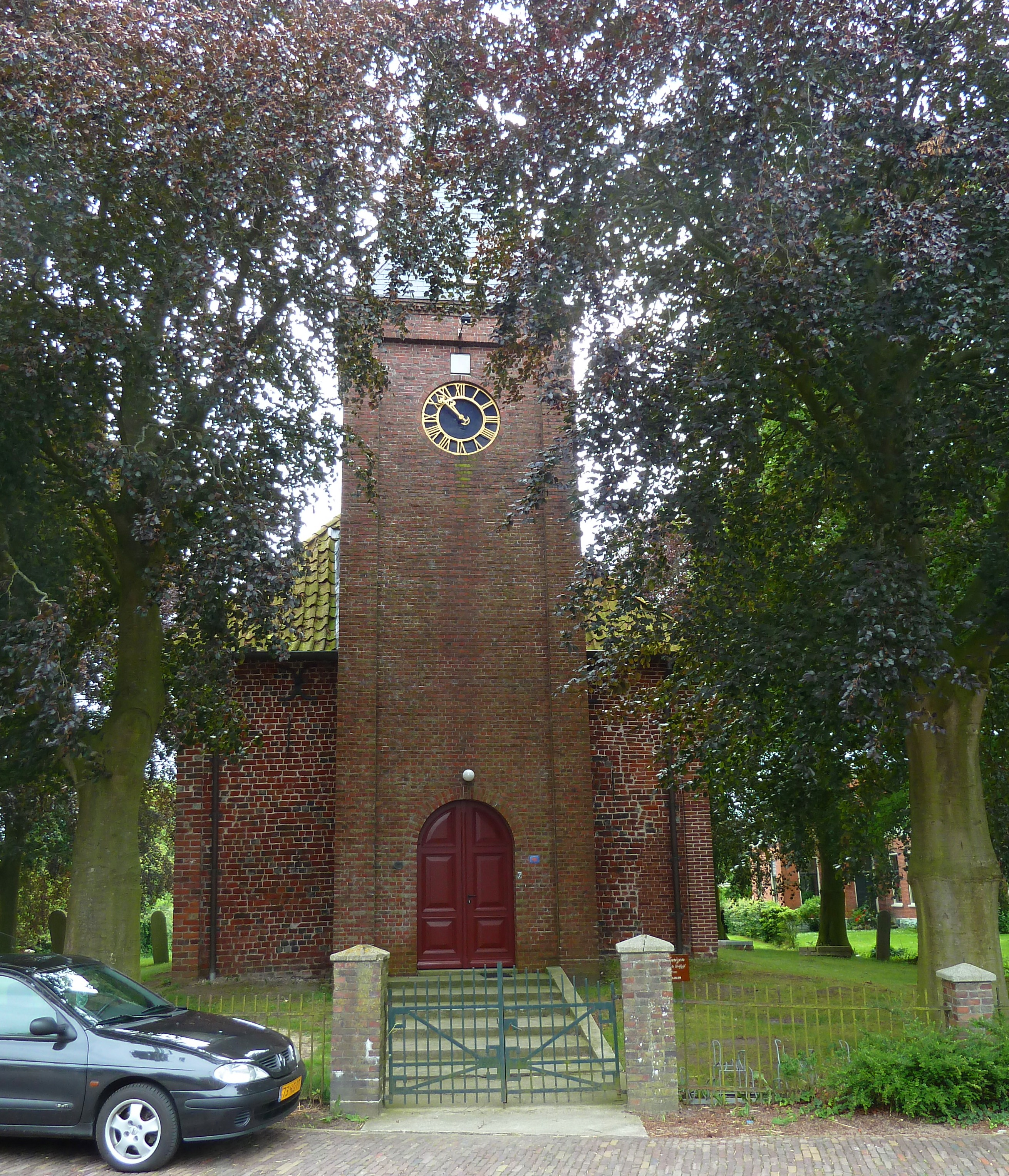
Vooraanzicht van de kerk

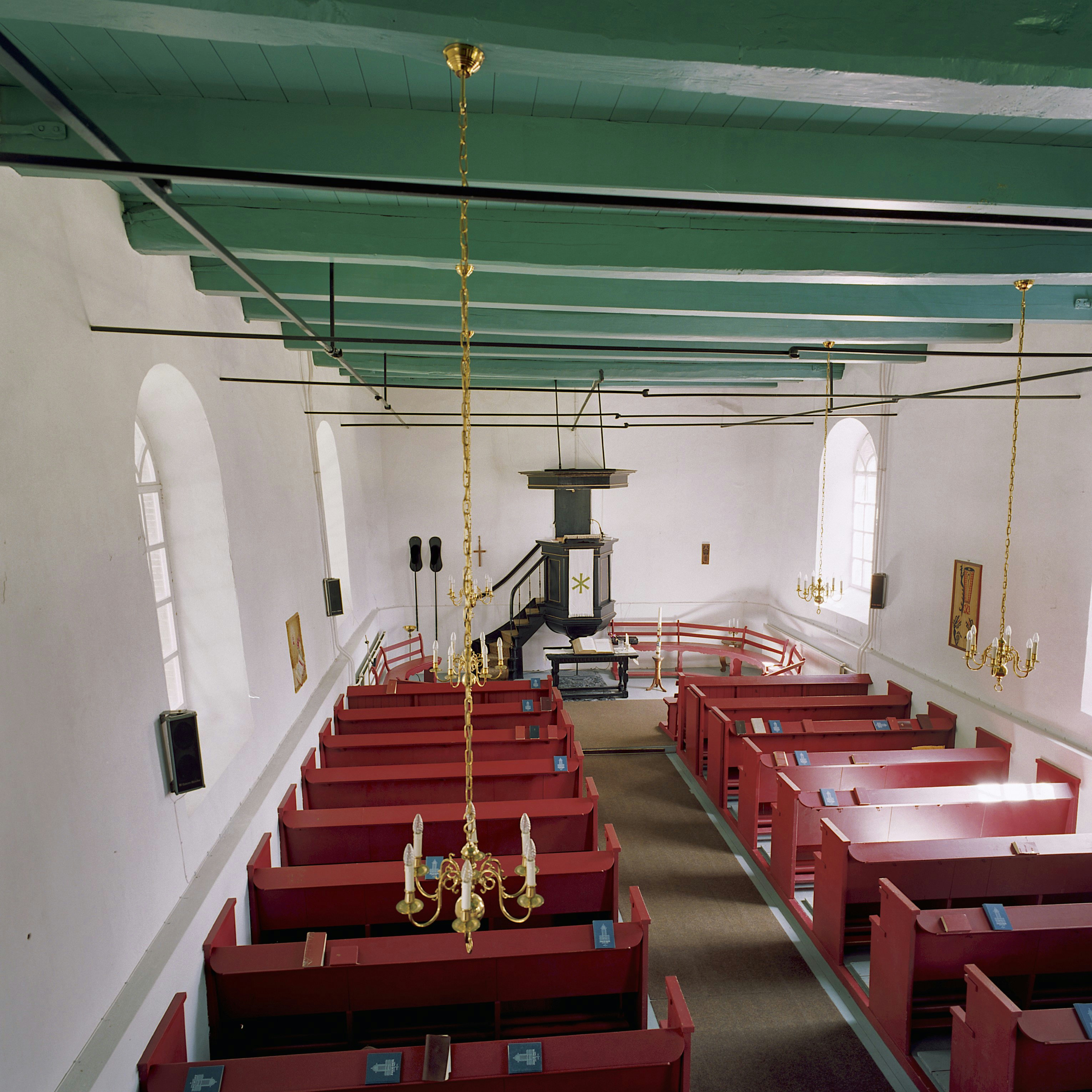
Interieur

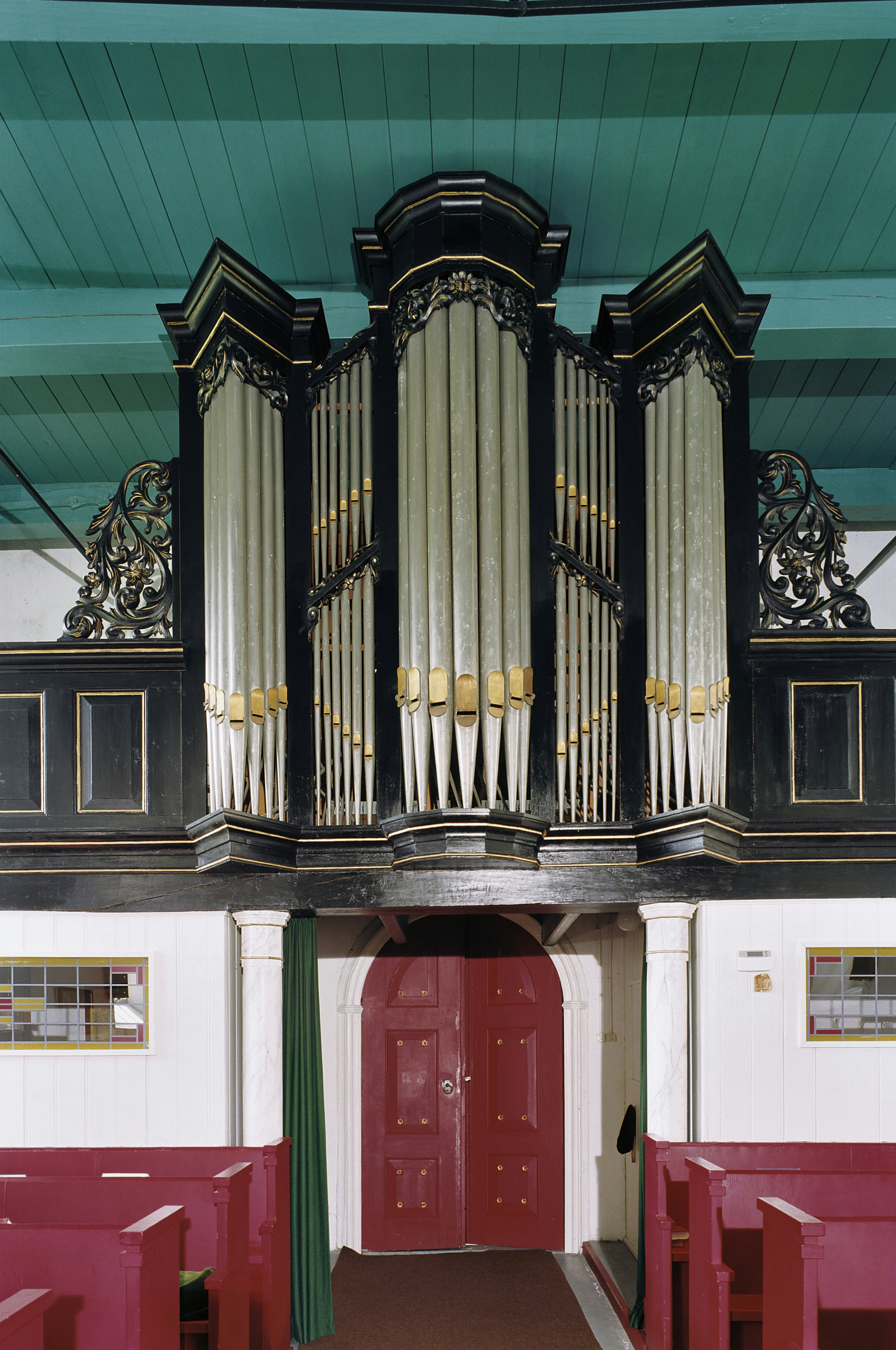
Het groot uitgevallen orgel van Marten Eertman uit 1906

De kerk van Meedhuizen, in de Nederlandse provincie Groningen, is een middeleeuwse zaalkerk met kerktoren op het hoogste punt van het dorp. De kerk was tot in de 19e eeuw volledig omgeven door een gracht, die sindsdien deels gedempt is. Aan oostzijde (achterzijde) en zuidzijde is de gracht nog aanwezig. Ook staat er een rij hoge beuken vlak rond de kerk.

## Functie
Tot de reductie van Groningen in 1594 was het een rooms-katholieke kerk, vervolgens een hervormde kerk. Tussen 1594 en 1624 was de gemeente gecombineerd met de kerk van Farmsum, waarna de gemeente een eigen dominee kreeg. In 1968 werd de gemeente wegens een teruglopend ledenaantal samengevoegd met die van Oterdum, Heveskes en Weiwerd tot de kerkgemeente Oosterhoek-Meedhuizen, die het jaar erop fuseerde met die van Farmsum. Doordat de Oosterhoek door industrialisatie vrijwel ontvolkt werd (alleen de kerk van Heveskes werd niet gesloopt, maar is geen godshuis meer) waren verdere fusies onvermijdelijk. In 2005 fuseerde de gemeente met die van Delfzijl, waarop de gemeente in 2006 het kerkgebouw te Meedhuizen verruilde voor dat van Farmsum. Het stond vervolgens drie jaar te koop, waarna het in 2010 werd gerestaureerd en omgebouwd tot een  multifunctioneel centrum.

## Geschiedenis
De kerk werd mogelijk gebouwd in de 13e eeuw. In een vervalste oorkonde van de Ripperda's uit de 15e eeuw wordt de kerk in het jaartal 1237 genoemd. Vermoed wordt echter dat het stichtingsjaar van de kerk rond 1265 moet hebben gelegen. Monniken uit een nabijgelegen klooster moeten toen de hoogte van Meedhuizen hebben uitgekozen voor de bouw van een zaalkerk met drie gemetselde koepelgewelven die mogelijk gewijd werd aan de heilige martelaar Laurentius. Zijn beeltenis staat althans op een 17e-eeuwse avondmaalsbeker in de kerk. Delen van de door lisenen in traveeën gedeelde zware muren stammen nog uit de bouwperiode, evenals twee dichtgemaakte vensters in de oostmuur.
De kerk en de daar berustende relieken worden voor het eerst genoemd in een testament uit 1375. De kerk vormde vroeger een van de 15 kerspelen van het Fivelgose onderkwartier Oosterdeel. Rond 1700 (blijkens dendrochronologisch onderzoek) werd de kerk ingrijpend verbouwd, waarbij de topgevels en koepelgewelven werden verwijderd. Deze stonden toen waarschijnlijk al op instorten. In plaats daarvan kwamen zware balken en een ziende kap, die met trekstangen bijeen werden gehouden. De topgevels werden vervangen door dakschilden, waarmee het dak de vorm van een wolfsdak kreeg. Om het geheel te versterken werden, waarschijnlijk in dezelfde periode, tegen de zuidmuur twee steunberen aangebracht, volgens overlevering ter versteviging van de sterk hellende noordmuur. Een van de steunberen werd later weggehaald.
Rond 1750 werd boven de balken een zoldering aangebracht. De oorspronkelijke aparte ingangen voor mannen (zuidzijde) en vrouwen (noordzijde) zijn waarschijnlijk al eerder dichtgemetseld. Deze zijn aan binnenzijde zichtbaar gemaakt, evenals de beide hagioscopen voor mannen en vrouwen ter hoogte van de voorste banken in de kerk. In de muren bevinden zich verder een piscina (nis voor handenwassen), een sacramentsnis en twee zitnissen aan weerszijden van de preekstoel.
In 1896 bleek dat de kerk een dubbele achtermuur had, toen een stuk van deze achtermuur instortte doordat er een stuk uit de kerk werd gebroken. Volgens een verhaal stortten bij deze gebeurtenis drie skeletten uit de tussenruimte, die er blijkbaar in staande houding waren ingemetseld. De hevig geschrokken koster die erbij was verhaalde: "'t Wazzen reuzen, want ik heb nog nooit zoks groote menschen en geraamten zain!". De geraamten werden vervolgens direct achter de muur herbegraven op het kerkhof. Bij een restauratie in 2010 werden in de resterende oude steunbeer, die hol bleek te zijn, ook een aantal skeletten en knekels gevonden. Mogelijk was dit vroeger een ossuarium, al is geen toegangsopening aangetroffen. De steunbeer is na de vondst weer dichtgemetseld.
De kerk had vroeger een klokkenstoel (houten driepoot) aan de andere kant van de weg, waarin de luidklok uit 1659 hing. In 1803 werd aan westzijde een ongelede toren tegen de kerk gebouwd met ingesnoerde torenspits, die in 1833, bij de vervanging van het dak van de kerk door een tentdak, iets werd verlaagd. De toren was echter onvoldoende gefundeerd en zakte daardoor scheef. Nadat de oude hoge bomen rondom de kerk waren gekapt, kwam dit ten volle aan het licht. In 1928 werd daarom maar besloten om een klamplaag rond de toren te metselen, zodat de oude toren zich nu eigenlijk binnen de huidige toren bevindt. De toren werd hierbij tevens 7 meter verhoogd. Op de toren staat een windvaan in de vorm van de wapens van de adellijke families Rengers en Van der Noot (ter ere van Edzard Rengers en Catharina van der Noot).

## Interieur
In de kerk bevinden zich onder andere een preekstoel van rond 1700, een grafzerk van dominee Jacobus Ringels (overleden in 1742) en eenklaviers orgel uit 1906 van de hand van de toen nog redelijk onervaren Noordwolder orgelbouwer en herbergier Marten Eertman. Het orgel is eigenlijk veel te groot voor de kerk. De twee grootste pijpen van de prestant zijn zo lang, dat ze door de orgelkast en de zoldering heensteken. De kap van de middentoren van het orgel staat zo hoog, dat deze tussen 1937 en 1989 door het verlaagde plafond aan het oog werd onttrokken.